# 1966 en Grèce
Chronologie de la Grèce
- 1962
- 1963
- 1964
- 1965
- 1966
- 1967
- 1968
- 1969
- 1970

Cette page concerne les évènements survenus en 1966 en Grèce  :

## Évènements
- 22-28 septembre : Semaine du cinéma grec au Festival international du film de Thessalonique.
- 8 décembre : Le SS Heraklion (en), chavire et coule en mer Égée : sur les 287 personnes à bord, seules 47 ont survécu[1].

## Sortie de film
- Le Concierge aux pieds fous
- Éclat de gloire
- L'Excursion
- Face à face
- Jusqu'au bateau
- Ma fille la socialiste
- La Peur
- Stefania
- Terre sanglante
- Une balle au cœur

## Sport
- Coupe de Grèce de football (1965-1966) (en)
- Coupe de Grèce de football (1966-1967) (en)
- Championnat de Grèce de football 1965-1966
- Championnat de Grèce de football 1966-1967
- Le club de basket-ball AEK Athènes participe à l'EuroLeague Final Four (en).

Création (sport)
- Apollon Halandriou F.C. (d)
- A.O. Karditsa F.C. (en)
- Gate 13 (en)
- GS Kallithéa
- Niki Agathia F.C. (en)
- PAS Giannina

## Création
- Centre de recherche byzantine (en)
- ERT1, chaîne de télévision publique.
- Fondation culturelle de la Banque nationale de Grèce (en)
- Musée de la guerre de Kilkís (en)
- Tour OTE (en) à Thessalonique.
- Service d'information des forces armées (en)
- Parc national du Mont Œta
- Parc national du Pinde

## Naissance
- Vasílis Dimitriádis, footballeur.
- Natása Karamanlí, épouse du Premier ministre Kóstas Karamanlís.
- Ioannéta Kavvadía, personnalité politique.
- Thanásis Kolitsidákis, footballeur.
- Vasílis Paleokóstas, braqueur de banque.
- Kóstas Patavoúkas, basketteur.
- Dimítrios Souliótis, peintre.
- Evripídis Stylianídis, personnalité politique.
- Christína Tachiáou, personnalité politique.
- Athiná-Rachél Tsangári, actrice, réalisatrice et productrice de cinéma.
- Kýros Vassáras, arbitre.
- Stéryos Yannákis, personnalité politique.
- Ilías Zoúros, entraîneur de basket-ball.

## Décès
- Periklís Argyrópoulos, personnalité politique.
- Démétrios Galanis, peintre et graveur.
- Konstantinos Rhomaios, archéologue.
- Yórgos Theotokás, romancier.